# MenschFeind
 MenschFeind  — міні-альбом гурту Diary of Dreams, який вийшов у листопаді 2005 року.

## Композиції
1. MenschFeind 	(6:04)
2. Haus Der Stille 	(5:47)
3. Day-X-Relic 	(5:16)
4. Killers 	(6:15)
5. Treibsand 	(5:03)
6. The Cage 	(5:29)
7. Pentaphobia 	(7:48)

## Склад учасників
- Оформлення [Concept] - Adrian Hates , Gaun:A
- Artwork By [Graphic Realization] - userdx
- Artwork By [Illustrations] - Ingo Römling
- Лірика, продюсер, виконання - Diary Of Dreams
- Мастеринг - Adrian Hates , Gaun:A , Rainer Assmann
- Пер-мастеринг - Christian Zimmerli
- Фото - Lars Langemeier
- Запис, продюсування - Адріан Хейтс